# Grundvattsjön
Grundvattsjön är en sjö i Örnsköldsviks kommun i Ångermanland och ingår i Nätraåns huvudavrinningsområde. Sjön har en area på 0,332 kvadratkilometer och ligger 277,1 meter över havet. Sjön avvattnas av vattendraget Grundvattån.

## Delavrinningsområde
Grundvattsjön ingår i det delavrinningsområde (703585-158165) som SMHI kallar för Utloppet av Grundvattsjön. Medelhöjden är 301 meter över havet och ytan är 2,13 kvadratkilometer. Det finns ett avrinningsområde uppströms, och räknas det in blir den ackumulerade arean 16,02 kvadratkilometer. Grundvattån som avvattnar avrinningsområdet har biflödesordning 2, vilket innebär att vattnet flödar genom totalt 2 vattendrag innan det når havet efter 90 kilometer. Avrinningsområdet består mestadels av skog (69 procent). Avrinningsområdet har 0,33 kvadratkilometer vattenytor vilket ger det en sjöprocent på 15,3 procent.